# Jesse Kelly
Jesse Kelly (11 maart 1994) is een Barbadiaans wielrenner.

## Carrière
In 2014 nam Kelly deel aan de door Geraint Thomas gewonnen wegwedstrijd op de Gemenebestspelen, die hij niet uitreed.
In mei 2017 werd Kelly achttiende op het Pan-Amerikaanse kampioenschap tijdrijden. Later die maand won hij, na een jaar eerder al derde te zijn geworden, de nationale titel in het tijdrijden: in het veertig kilometer lange parcours in Saint Philip was hij bijna drie minuten sneller dan Russell Elcock.

## Overwinningen
2017
 Barbadiaans kampioen tijdrijden, Elite